# 알렉세이 메드베데프 (레슬링 선수)
알렉세이 블라디미로비치 메드베데프(벨라루스어: Аляксей Уладзіміравіч Мядзведзеў 알략세이 울라지미라비치 먀즈베제우, 러시아어: Алексе́й Влади́мирович Медве́дев, 1972년 10월 5일~)는 벨라루스의 전직 레슬링 선수로 2000년 하계 올림픽 남자 자유형 슈퍼헤비급 동메달을 획득했다. 또한 세계 선수권 대회에서 동메달 1개, 유럽 선수권 대회에서 은메달 1개를 획득했다.